# Беатріс Діксон
Сесілія Еліз Беатріс Діксон (31 березня 1852 , парафія Гетеборзького кафедрального соборуd  — 18 січня 1941 , парафія Гетеборзького кафедрального соборуd ) — шведська філантроп та активістка в Гетеборзі, співзасновниця та секретарка Асоціації Блакитного Хреста Овероса (Öfverås Blåbandsförening) — першого в Швеції товариства поміркованості.

## Біографія
Сесілія Еліз Беатріс Діксон народилася 31 березня 1852 року в Гетеборзі, була наймолодшою дитиною Джеймса Діксона та Елеонори Віллердінг. Виховувалася в одній із найзаможніших сімей міста, її навчали вдома батьки та гувернантка.
На початку 1880-х років під час тривалого візиту до Англії зі своїми батьками вона познайомилася з тими, хто брав участь у найважливіших соціальних подіях того часу, включаючи YWCA та проєкти житла для бідних у лондонському Іст-Енді. Вона розвивала дружні стосунки з Кетрін Бут та Агнес Велін, обома провідними філантропами, які надихнули її на майбутню діяльність. Так виникла ідея підтримки робітничого класу.
Повернувшись до Швеції, вона разом зі своєю матір'ю у 1884 році заснувала Асоціацію Блакитного Хреста Овероса (Öfverås Blåbandsförening) — перше в Швеції товариство поміркованості, що діяло в маєтку своїх батьків в районі Орґріте в Гетеборзі. Протягом 15 років Беатріс у товаристві працювала секретарем. Також очолювала міську Kristliga Föreningen av Unga Kvinnor (YWCA) з 1891 по 1916 рік Вона також заснувала Християнську асоціацію друзів молодих робітників (Föreningen Unga arbeterskors vänner). Вона вважала важливим підтримувати в робітників стриманість на національному рівні, витрачаючи значний час на читання лекцій по всій країні.
З 1906 по 1917 рік вона входила до ради так званої Гетеборзької системи, неприбуткової установи, спрямованої на скорочення споживання алкоголю. Пізніше це призвело до появи магазинів алкогольних напоїв Systembolaget у Фінляндії та Швеції.
Беатріс Діксон померла 18 січня 1941 року. Вона похована в Гетеборзі Östra kyrkogården.